# Spider-Man: Miles Morales
Marvel's Spider-Man: Miles Morales è un videogioco d'avventura dinamica sviluppato da Insomniac Games e distribuito da Sony Interactive Entertainment in esclusiva per PlayStation 4 e PlayStation 5. Il gioco si basa sul supereroe della Marvel Comics Miles Morales, ed è sia sequel che spin-off di Spider-Man, videogioco del 2018. È stato pubblicato il 12 novembre 2020 per PlayStation 4 e come titolo di lancio di PlayStation 5.
Il suo sequel è Marvel's Spider-Man 2 (2023).
La versione PS4 di Marvel’s Spider-Man: Miles Morales permette di effettuare l’aggiornamento gratuito all'edizione standard per PS5. La versione Ultimate Edition include un codice voucher per scaricare Marvel’s Spider-Man Remastered.

## Trama
Un anno dopo gli eventi di Spider-Man, Miles Morales si è trasferito ad Harlem insieme alla madre (dopo la morte del padre avvenuta nel capitolo precedente), che nel frattempo si è candidata come consigliera comunale del quartiere. Il ragazzo adesso “lavora” come apprendista Spider-Man dell’originale e spesso combattono il crimine insieme, con grande stupore della città. Durante uno scontro con Rhino, Peter viene messo KO; Miles invece scopre di avere il potere di generare bioelettricità, abilità che chiamerà Pugno-Venom: con essa sconfiggerà contro ogni aspettativa il supercriminale. Più tardi Peter annuncia a Miles di voler partire per l'Europa insieme a Mary Jane, e gli affida il compito di proteggere New York in sua assenza.
Il nuovo Spider-Man deve fermare un'invasione alla Roxxon, presa d'assalto da una banda di criminali denominata Underground, i quali intendono fermare i piani della compagnia e del suo presidente Simon Krieger. In seguito, durante un party di Natale, Miles reincontra Phin Mason, un tempo sua amica, con la quale aveva interrotto i rapporti da oltre un anno. Il giorno dopo, il suo amico-hacker Ganke crea un’app tramite la quale Spider-Man può ricevere richieste d'aiuto: il primo a farne uso è lo zio paterno di Miles, Aaron Davis, che rivela peraltro di conoscere la sua doppia identità. Durante un comizio di Rio, Harlem viene attaccata dagli Underground, i quali intendono rubare il Nuform, un potentissimo materiale che genera energia. Miles si scontra anche col loro capo, il supercriminale Tinkerer: la loro lotta furibonda provoca il crollo di parte del Robert F. Kennedy Bridge. Addolorato per aver messo in pericolo i cittadini e per essersi lasciato scappare Tinkerer (che si è rivelato essere nientemeno che Phin), Miles è tentato di lasciare la carriera di Spider-Man, ma viene dissuaso da Ganke: i due elaborano così un costume nero e rosso in grado di sfruttare al massimo i suoi poteri, compreso quello appena scoperto dell'invisibilità.
Spider-Man viene in seguito contattato da Prowler, un ex-criminale (che ha lavorato anche per la Roxxon) dietro la cui maschera si cela proprio lo zio Aaron. Con il suo aiuto, Miles scopre che Phin vuole vendicare la morte di suo fratello Rick: questi aveva scoperto che il Nuform ha effetti collaterali letali ed era stato ucciso da Krieger dopo aver tentato di sabotare il progetto (che lui stesso aveva inventato e sviluppato). Phin vuole quindi rubare tutto il Nuform prodotto e poi utilizzarlo per distruggere la Roxxon Tower.
Prowler convince Miles a sfruttare la fiducia di Phin per infiltrarsi negli Underground. Il ragazzo ci riesce, ma viene messo alle strette da Tinkerer ed è costretto a rivelarle la sua identità. Mentre cerca di dissuaderla dai suoi propositi, i due vengono rapiti da Rhino, che ora lavora per Krieger e li porta alla Roxxon. Qui Miles sente Prowler mentre si arrabbia con il magnate per aver rapito anche il nipote: Prowler ha spiato Phin tramite Miles ed è stato proprio lui a fornire una soffiata con la posizione della ragazza alla Roxxon, finendo però per far rapire anche il sopraggiunto Miles.  I due riescono a liberarsi ma devono combattere contro Rhino, il quale indossa ora un'armatura potenziata e resistente all’elettricità di Miles, che riesce a sconfiggerlo usando l’intelligenza. Scopre poi da un computer che Krieger ha sovraccaricato il reattore del Nuform per rispettare i tempi di scadenza imposti dai finanziatori: se il piano di Phin avesse successo quindi, non andrebbe distrutta solo la Roxxon Tower, bensì l’intero quartiere di Harlem. Non fa però in tempo a mostrare ciò a Phin perché Rhino la provoca ricordandole la morte di Rick. La ragazza, furibonda, sta per ucciderlo, ma Miles glielo impedisce: i due lottano e Miles, non intenzionato a combattere, ha la peggio. Dopo averlo ferito quasi mortalmente, la ragazza gli intima di non tentare mai più di fermarla. Ganke riporta a casa Miles, dove Rio scopre la vera identità di suo figlio e gli dice di non arrendersi mai, come fa lei e come faceva suo padre Jefferson. Dopo essersi ripreso, Miles decide di tentare il tutto e per tutto e fermare Phin, ma viene catturato da Prowler, il quale combatte contro di lui per evitare che muoia, come suo padre, nel tentativo di “fare l’eroe”. Miles sconfigge zio Aaron, spiegandogli che non potrà mai sottrarsi alle proprie responsabilità. 
Nel frattempo Phin scatena gli Underground nelle strade di Harlem per avere campo libero e compiere il suo piano. Aaron, comprendendo le parole di Miles, lo aiuta a combattere la gang dando a Rio il tempo di evacuare il quartiere; intanto Miles riesce a raggiungere Phin un attimo prima che lei disponga l'ultima dose di Nuform nel reattore. I due combattono furiosamente, mentre il reattore diventa sempre più instabile: pur di salvare Harlem, Miles ne assorbe l'energia, ma non riesce a contenerla tutta ed è prossimo all’esplosione. Osservando il suo sacrificio e comprendendo i suoi errori, Phin utilizza i suoi poteri per portarlo ad alta quota, dove il ragazzo esplode senza distruggere Harlem, ma uccidendo lei. Miles, ferito gravemente, precipita al suolo: alcuni cittadini scoprono la sua identità, ma gli promettono di mantenere il segreto e lo  presentano ai sopraggiunti giornalisti come lo "Spider-Man di Harlem".
Il sacrificio di Phin non è vano, perché grazie alle sue azioni e alla testimonianza di zio Aaron (che ha patteggiato 2 anni di prigione) le menzogne di Krieger vengono a galla e l'uomo viene arrestato. Peter ritorna dal suo viaggio e loda le azioni di Miles e lo conforta dicendogli che il suo futuro da Spider-Man, pur se difficile, gli darà anche tante gioie. I due Spider-Man partono poi per combattere insieme il crimine.
Nella scena dopo i titoli di coda Norman Osborn ordina al dottor Curt Connors di sospendere gli esperimenti su suo figlio Harry, tenuto in stato comatoso a causa delle sue condizioni instabili.

## Personaggi
- Miles Morales/Spider-Man: adolescente di origini portoricane, ha assunto poteri simili a quelli dello Spider-Man originale dopo essere stato morso da un ragno geneticamente modificato; ha inoltre l'abilità di produrre elettricità col proprio corpo e di diventare invisibile per un breve lasso di tempo. Miles ha un profondo senso della giustizia e della comunità; è inoltre un genio della scienza, molto abile con le tecnologie informatiche. Adora inoltre la musica.
- Peter Parker/Spider-Man: è il mentore di Miles, che gli ha insegnato come sfruttare al meglio i suoi poteri e le tecniche di combattimento, ma anche come gestire le responsabilità derivanti dall'essere un supereroe. Durante gli eventi del gioco partirà insieme alla sua ragazza Mary Jane Watson in Simkaria e affiderà il ruolo di supereroe a Miles.
- Phineas "Phin" Mason / Tinkerer: principale antagonista del gioco. Phin è una grande amica di Miles, col quale ha però perso i contatti da molti anni; come lui è un genio della scienza, e i due hanno vinto insieme un ambitissimo premio. In seguito alla morte di suo fratello Rick ha assunto l'identità di Tinkerer: ha messo a punto un arsenale di armi in grado di cambiare struttura all'istante, di farle compiere balzi altissimi e di arrampicarsi velocemente su superfici verticali.
- Aaron Davis / Prowler: antagonista secondario del gioco. Zio di Miles, è stato assunto dalla Roxxon come spia e sicario; ha in dotazione una speciale armatura che gli consente di amplificare la sua forza, spostarsi in volo e sparare raggi laser.
- Rio Morales: madre di Miles e vedova di Jefferson Davis, è candidata al consiglio comunale di New York come rappresentante della circoscrizione di Harlem. Ha un carattere comprensivo e tenace, e un forte senso della giustizia.
- Ganke Lee: è un adolescente americano di origini coreane ed è il migliore amico di Miles, è un nerd specializzato in ingegneria informatica. Oltre a essere l'unico a conoscere la vera identità di Spider-Man, ha progettato l'app per chiedere aiuto all'eroe e molti dispositivi in dotazione nel suo costume.
- Aleksei Sytsevich / Rhino: uno dei nemici storici dello Spiderman originale, è dotato di un'armatura elettronica resistentissima. Dopo un primo scontro in cui viene sconfitto dal Pugno-Venom del nuovo Spiderman, riappare con una nuova armatura più resistente.
- Gli Underground: è una banda di criminali ingaggiata da Tinkerer per boicottare la Roxxon e rubare tutto il Nuform disponibile. Sono dotati delle stesse armi cangianti di Phin, ma non di tutti gli altri apparati.
- Wilson Fisk / Kingpin: boss del crimine di New York e nemico dello Spider-Man originale, appare brevemente in un video. Gli Underground hanno preso possesso della Fisk Tower e ne hanno fatto la loro base.

## Doppiaggio
Di seguito sono riportati i doppiatori in lingua inglese e in lingua italiana di tutti i personaggi:
| Personaggio               | Doppiatore inglese | Doppiatore italiano   |
| ------------------------- | ------------------ | --------------------- |
| Miles Morales             | Nadji Jeter        | Gianandrea Muià       |
| Peter Parker              | Yuri Lowenthal     | Jacopo Calatroni      |
| Rio Morales               | Jacqueline Piñol   | Ilaria Egitto         |
| Phin Mason "Tinkerer"     | Jasmin Savoy Brown | Chiara Lucia Preziosi |
| Ganke Lee                 | Griffin Puatu      | Mosè Singh            |
| Aaron Davis "Prowler"     | Ike Amadi          | Silvio Pandolfi       |
| Simon Krieger             | Troy Baker         | Matteo De Mojana      |
| Danika Hart               | Ashly Burch        | Emanuela Pacotto      |
| Rick Mason                | Todd Williams      | Roberto Palermo       |
| Aleksei Sytsevich "Rhino" | Fred Tatasciore    | Renzo Ferrini         |
| Teo Alvarez               | Yancey Arias       | Marco Bassetti        |
| Norman Osborn             | Mark Rolston       | Massimiliano Lotti    |
| Jefferson Davis           | Russel Richardson  | Walter Rivetti        |
| Wilson Fisk               | Travis Willingham  | Tony Sansone          |
| Curt Connors              | Mark Whitten       | Luca Ghignone         |
| Caleb Ward                | Emerson Brooks     | Vittorio Bestoso      |
| Howard                    | Dave Fennoy        | Stefano Albertini     |
| Otto Octavius             | William Salyers    | Matteo Brusamonti     |

## Sviluppo
Simon Rutter Vice Presidente di Sony disse al The Daily Telegraph che il gioco era "un'espansione e un miglioramento rispetto al gioco precedente". In seguito Insomniac definì il progetto un gioco indipendente, affermando che fosse "la prossima avventura nell'universo Marvel’s Spider-Man". Rispetto al suo predecessore, il tempo di gioco sarà più breve, ed è stato paragonato a Uncharted: L'eredità perduta, essendo anche quest'ultimo di breve durata rispetto ad un titolo principale della serie di Uncharted.

## Altri media

### Marvel's Spider-Man: Miles Morales – Wings of Fury
Come per il suo predecessore, è stato prodotto un romanzo prequel del gioco intitolato Marvel's Spider-Man: Miles Morales - Wings of Fury. Il titolo (Furia Alata) indica il coinvolgimento dell'Avvoltoio nella trama. Scritto da Brittney Morris, la pubblicazione è prevista per il 10 novembre 2020. L'edizione italiana del romanzo è stata pubblicata in Italia da Kappalab con il titolo Marvel's Spider-Man Miles Morales: Furia Alata nell'estate 2021.

### Marvel's Spider-Man: Miles Morales – The Art of the Game
Insieme a Wings of Fury, è stato annunciato anche Marvel's Spider-Man: Miles Morales - The Art of the Game, un ArtBook a cura di Matt Ralphs, che conterrà una raccolta di concept art, rendering in-gioco e diverse informazioni aggiuntive del gioco da parte degli artisti e Insomniac Games. La pubblicazione è fissata per febbraio 2021.

## Accoglienza
| Testata                        | Versione   | Giudizio |
| ------------------------------ | ---------- | -------- |
| Metacritic (media al 10/09/21) | PS5        | 85/100   |
| Metacritic (media al 10/09/21) | PS4        | 84/100   |
| OpenCritic (media al 10/09/21) | collettivo | 85/100   |
| Attack of the Fanboy           | PS4        | 4.5/5    |

## Sequel
Durante il Sony PlayStation Showcase del 9 settembre 2021, è stato annunciato lo sviluppo di Marvel Spider-Man 2, che rappresenta un sequel dove confluiscono entrambi i videogiochi di Insomniac Games (Marvel's Spider-Man: Remastered e Marvel's Spider-Man: Miles Morales), e la cui pubblicazione è avvenuta nel 2023. Durante l'evento è stato inoltre annunciato Marvel's Wolverine, gioco indipendente diretto da Brian Horton e Cameron Christian, rispettivamente direttore creativo e direttore di gioco di Marvel's Spider-Man: Miles Morales.